# شهرستان کاس، ایلینوی
شهرستان کاس، (به انگلیسی: Cass County) شهرستانی در ایالت ایلی‌نوی ایالات متحده آمریکا و بر طبق سرشماری ۲۰۱۰ این شهرستان ۱۳۶۴۲ نفر جمعیت داشته‌است. رشد جمعیت این شهرستان از ۲۰۰۰ تا ۲۰۱۰، حدود ۰٫۴ درصد بوده‌است

طبق سرشماری ۲۰۱۰، مساحت این شهرستان ۹۹۳٫۹ کیلومتر مربع وسعت داشته که از این مقدار ۲٫۰۷ درصد آب و ۹۷٫۹۳ درصد خشکی می‌باشد.

این شهرستان در ۱۸۳۷ از شهرستان مورگان جدا شد. این شهرستان نام خود را از لوئیس کاس ژنرال جنگ ۱۸۱۲و وزیر امور خارجه ایالات متحده در ۱۸۶۰، گرفته‌است.

## نگارخانه

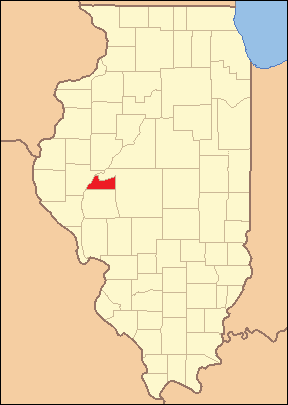
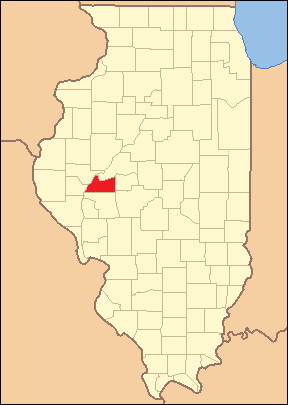

## همسایگان و راه‌ها
همسایگان این شهرستان عبارتند از:
- شمال:
- شمال‌شرق: شهرستان ماسون
- شرق: شهرستان منراد
- جنوب‌شرق: شهرستان سنگامون
- جنوب: شهرستان مورگان
- جنوب‌غرب:
- غرب: شهرستان براون
- شمال‌غرب: شهرستان شولی‌لر

راه‌های اصلی این شهرستان:
1. بزرگراه ۶۷ ایالات متحده
2. جاده ۷۸ ایلی‌نوی
3. جاده ۱۰۰ ایلی‌نوی
4. جاده ۱۲۵ ایلی‌نوی

## شهرها
- بریداستون، ایلی‌نوی
- ویرجینای، ایلی‌نوی، مرکز شهرستان